# Alban von Dobeneck

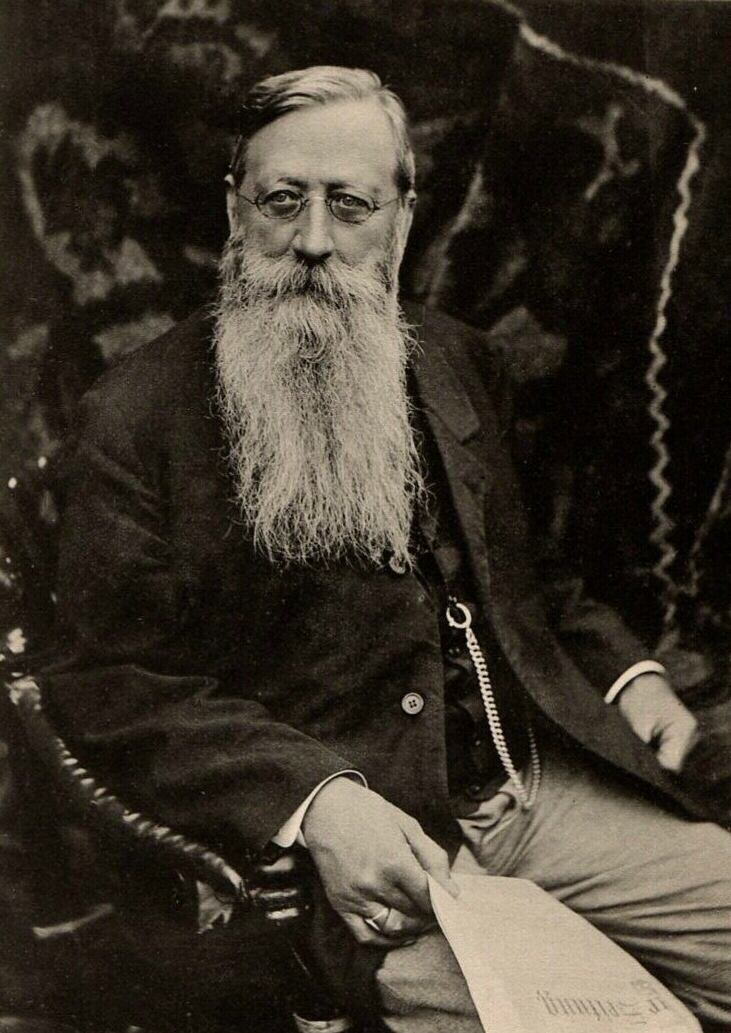
Alban von Dobeneck, Fotografie aus der von ihm erstellten Familienchronik

(Hans) Alban Freiherr von Dobeneck (* 20. November 1833 in Ansbach; † 10. Dezember 1919 in Traunstein) war Landwirt, Politiker und Genealoge vogtländischer Adelsgeschlechter.

## Biografie

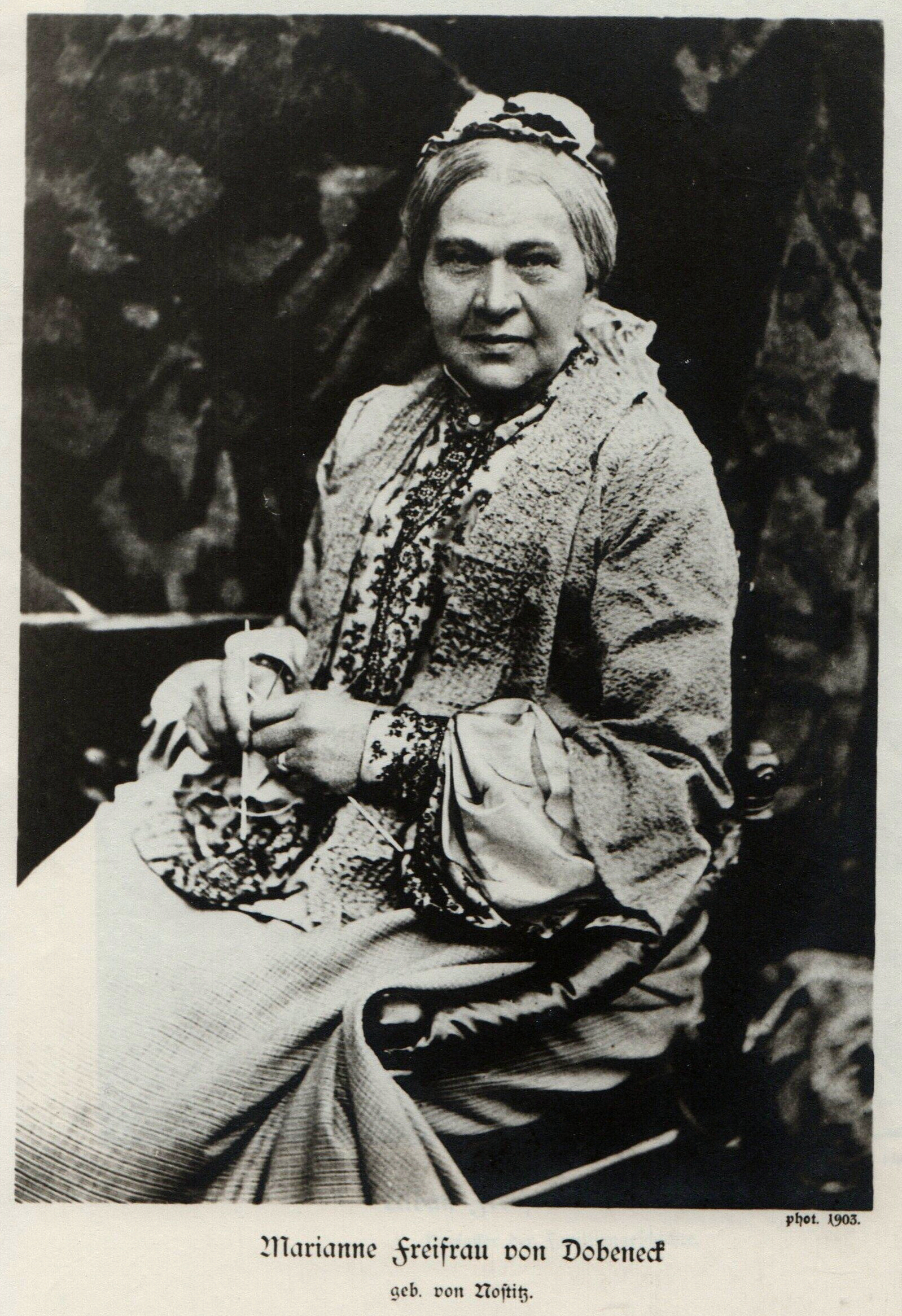
Ehefrau Marianne, geborene von Nostitz

Alban stammte aus dem Adelsgeschlecht der von Dobeneck und war der zweitälteste Sohn von (Hans) Carl von Dobeneck und Franziska, geborene Freifrau von Welden. Sie hatten sieben Kinder. Da Alban als späterer Leiter der väterlichen Besitzungen vorgesehen war, besuchte er nach seiner Schulzeit die landwirtschaftliche Akademie Hohenheim. Im Rahmen seiner Ausbildung hielt er sich auf dem Gut Reuth bei Erbendorf auf und anschließend auf den Besitzungen des Majors von Nostitz bei Guhrau, heute Góra, in Niederschlesien. Er heiratete 1857 die Tochter des Majors, Marianne von Nostitz (* 28. Juli 1838 in Wurzen; † 4. Dezember 1905 in Traunstein). Nach einem Studiensemester an der Universität Berlin übernahm er 1856 die Verwaltung des Brandsteiner Besitzes, dessen Eigentümer er 1873 wurde. 1885 verkaufte er den Besitz an Enno Mammen, Sohn von Franz August Mammen aus einer Plauener Industriellenfamilie. Das Paar Dobeneck hatte zwölf Kinder, von denen zwei in jungen Jahren verstarben. Er wohnte von 1885 bis 1895 mit seiner Familie in einem neu erbauten Haus in der Kaiserstraße in München. Mit seiner Frau und der jüngsten Tochter zog er anschließend zu seinem Schwager nach Laubenberg im Allgäu. 1901 zwangen ihn die gesundheitlichen Umstände seiner Frau zu einem erneuten Umzug nach Traunstein, wo sie 1905 verstarb. 
Alban von Dobeneck war als praktischer Landwirt im landwirtschaftlichen Vereinswesen aktiv. Er war Sekretär des Bezirksvereins Hof und Mitglied im Kreiskomitee für Oberfranken in Bayreuth. Er war auch Delegierter im Deutschen Landwirtschaftsrat in Berlin und wurde 1878 bei der Wanderversammlung bayerischer Landwirte in Bayreuth zum zweiten Präsidenten gewählt. Ausgezeichnet wurde er mit der großen silbernen und goldenen Verdienstmedaille und 1877 mit dem Ritterkreuz des Verdienstordens vom heiligen Michael. Von 1879 bis 1887 gehörte er als Abgeordneter dem Bayerischen Landtag an.
Am Ende seiner beruflichen Laufbahn begann Alban von Dobeneck mit einer regen Publikationstätigkeit. Nach Vollendung seiner umfangreichen Familienchronik war es ihm aufgrund seines Quellenstudiums möglich, weitere kleine fränkische Rittergeschlechter (die von Sparneck 1905 und 1906, die von Kotzau 1909, die von Lüchau 1911 und die Rabensteiner zu Döhlau 1914) zu beschreiben. Die umfangreichen Aufsätze veröffentlichte Alban im Archiv für Geschichte von Oberfranken des Historischen Vereins für Oberfranken, dessen Mitglied er war. Für die Familie von Sparneck entstand damit die erste umfassende Genealogie, die bis heute weitgehend ihre Bedeutung behalten hat und zur Grundlage der weiteren Forschung, u. a. von Karl Dietel und Elisabeth Jäger, wurde. Eine Stammesverwandtschaft vermutend, beschrieb er im Zusammenhang mit den Sparneckern auch das Geschlecht von Weißelsdorf.
Am Lebensende des Alban von Dobeneck brach der Erste Weltkrieg aus. Er verlor vier seiner Söhne, die bis in hohe militärische Ränge aufgestiegen waren. Arnold von Dobeneck, einer der beiden verbliebenen Söhne, schloss die heimatgeschichtliche Arbeit seines Vaters durch Veröffentlichung seiner Manuskripte ab und verfasste selbst einen kurzen Aufsatz über den fränkischen Lokaladel. Alban von Dobeneck starb am 10. Dezember 1919 in Traunstein. In seinem Nachruf vom 17. Dezember 1919 im Hofer Anzeiger erinnerte man sich an ihn als den früheren Besitzer des Rittergutes Brandstein und als „tüchtigen Landwirt“ mit „trefflichen Charaktereigenschaften“. Aufsehen hätten auch die bei der Reichstagswahl 1881 auf ihn entfallenen Stimmen erregt, die in einer Stichwahl zum Sieg des fortschrittlichen Regierungsrates Heinrich August Papellier aus Bayreuth über den nationalliberalen langjährigen Vertreter Hofs in Land- und Reichstag Friedrich von Schauß führten. Alle noch lebenden Namensträger sind Nachfahren des Alban von Dobeneck. Das Familienarchiv befindet sich im Staatsarchiv Bamberg.

## Bibliographie
- Alban (Freiherr) von Dobeneck: Geschichte der Familie von Dobeneck. Schöneberg-Berlin 1906. (herausgegeben vom Sohn (Hans) Arnold (Freiherr) von Dobeneck)
- Alban von Dobeneck: Geschichte des ausgestorbenen Geschlechtes der von Sparneck (Teil 1). In: Archiv für Geschichte und Alterthumskunde von Oberfranken. 22. Band, 3. Heft. Bayreuth 1905. S. 1–65.
- Alban von Dobeneck: Geschichte des ausgestorbenen Geschlechtes der von Sparneck (Teil 2). In: Archiv für Geschichte und Alterthumskunde von Oberfranken. 23. Band, 1. Heft. Bayreuth 1906.S. 1–56.
- Alban von Dobeneck: Nachträge aus der Familie von Schirnding, verfaßt und mitgeteilt von Ed. Gustav Grafen von Pettenegg und Frhrn. Maximilian von Gravenreuth, gedruckt im Vereinsorgan des heraldisch-genealogischen Vereins „Adler“, Jahrgang 1881 in Wien. In: Archiv für Geschichte und Alterthumskunde von Oberfranken. 23. Band, 2. Heft. Bayreuth 1907. S. 108–112.
- Alban von Dobeneck: Geschichte des ausgestorbenen Geschlechtes von Kotzau. In: Archiv für Geschichte und Alterthumskunde von Oberfranken. 24. Band, 1. Heft. Bayreuth 1909. S. 1–111.
- Alban von Dobeneck: Geschichte des ausgestorbenen Geschlechtes von Lüchau. In: Archiv für Geschichte und Alterthumskunde von Oberfranken. 24. Band, 3. Heft. Bayreuth 1911. S. 21–194.
- Arnold von Dobeneck: Zur Geschichte des erloschenen Geschlechtes der Rabensteiner von Doehlau. In: Archiv für Geschichte und Alterthumskunde von Oberfranken. 25. Band, 3. Heft. Bayreuth 1914. S. 37–145. (vom Sohn veröffentlicht)